# Дубровка (Амурская область)
Дубро́вка — село в Белогорском районе Амурской области, Россия.
Входит в Амурский сельсовет.

## География
Село Дубровка расположено в 37 км юго-восточнее Белогорска и в 12 км юго-восточнее административного центра Амурского сельсовета села Амурское, вблизи административной границы Белогорского и Ромненского районов.
От села Дубровка на юго-восток идёт дорога к сёлам Новороссийка и Поздеевка Ромненского района.

## История
Основано в 1929 году, наименовано в 1966 году. В селе располагалось 4-е отделение совхоза Амурский.

## Население
| 2002 | 2010 | 2012 | 2013 | 2014 | 2015 | 2016 |
| ---- | ---- | ---- | ---- | ---- | ---- | ---- |
| 144  | ↘88  | ↘85  | ↘78  | ↘68  | ↘65  | ↘64  |
| 2017 | 2018 |      |      |      |      |      |
| ↘63  | ↘62  |      |      |      |      |      |

## Инфраструктура
- Сельскохозяйственные предприятия Белогорского района.